# Doprava ve Zlínském kraji
Stejně jako v celé České republice převládá ve Zlínském kraji silniční a železniční doprava.

## Silniční doprava

### Dálnice

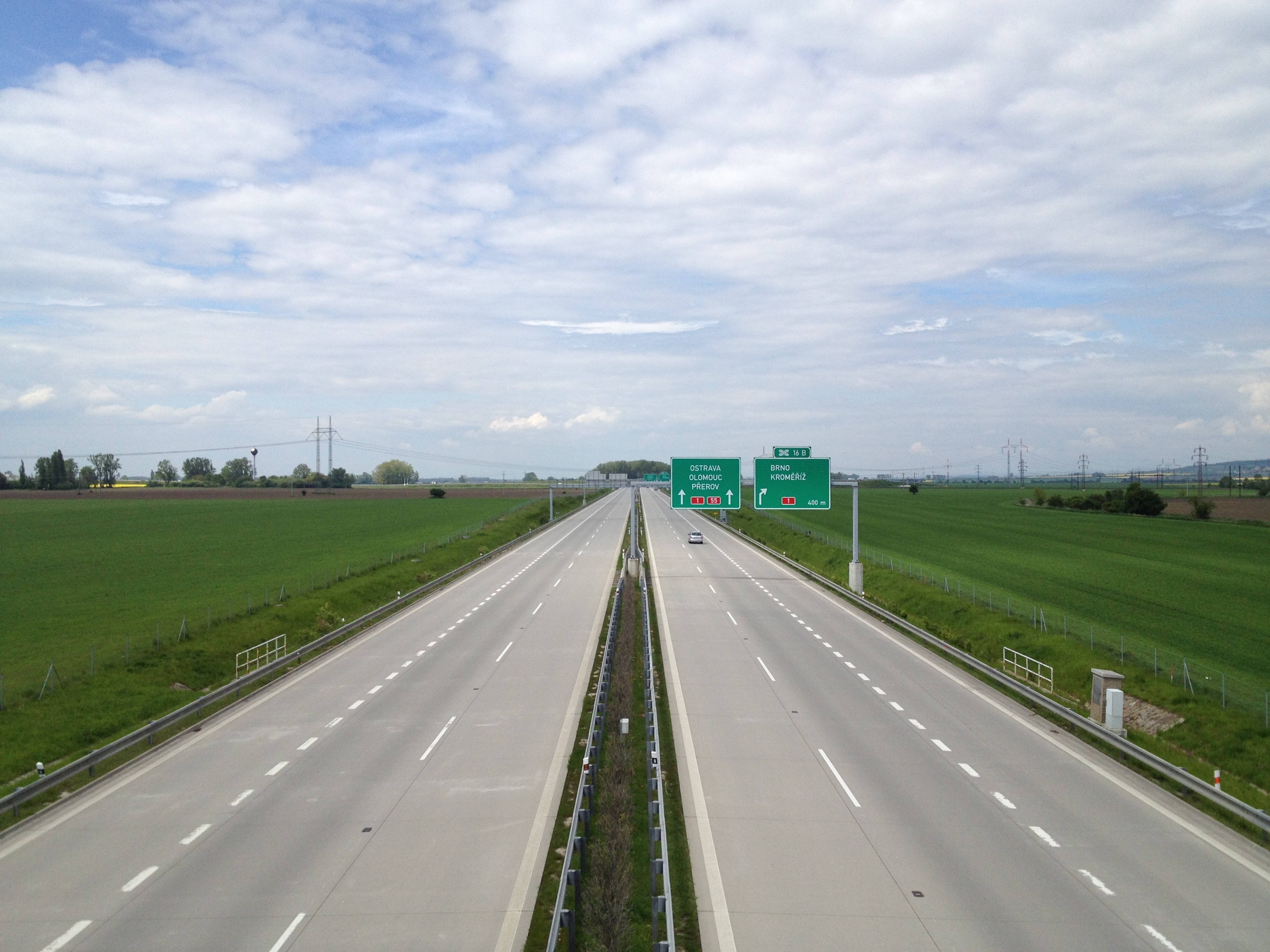
Postavená část Dálnice D55

Do Zlínského kraje zasahuje okrajově dálnice D1, která však nespojuje klíčová města tohoto kraje. 
Krajem dále prochází dálnice D55, která je momentálně ve výstavbě a v budoucnu má spojit Olomouc s Břeclaví. Tato dálnice na území Zlínského kraje vede přes města Hulín, Otrokovice, Napajedla a Staré Město u Uherského Hradiště, čímž zajišťuje dopravu na západě kraje. V současnosti jsou v provozu úseky Hulín–Napajedla a Babice–Bzenec, staví se most přes řeku Moravu v Napajedlích a připravuje se stavba úseku Napajedla–Babice. 
Další významnou dálnicí je D49, která povede z Hulína, přes severní okraj krajského města Zlína, a dále na Slovensko. V současnosti je v provozu úsek Hulín–Holešov.

#### Seznam dálnic ve Zlínském kraji
- : exit 253 Kojetín – Kroměříž – MÚK Hulín – směr Přerov
- : Hulín (D1, D55) – Třebětice – Holešov (exit 9)
- : Hulín (D1, D49) – Otrokovice; Babice –  – Nedakonice – směr Bzenec

### Silnice první třídy

Označení silnice I/49

Silnice první třídy spojují ve Zlínském kraji především okresní města mezi sebou a s krajským městem, spojují ho s ostatními kraji a se Slovenskem. Na západě Zlínského kraje prochází silnice Silnice I/55, která spojuje Zlínský kraj s Jihomoravským a Olomouckým krajem a postupně se ve stejné trase staví dálnice D55. Mezi další silnice první třídy patří I/50, která spojuje Brno s Trenčínem a vede přes města ve Zlínském kraji a to Uherské Hradiště, kde se kříží s dálnicí D55 a se silnicí I/55, a Uherský Brod. Mezi další silnice první třídy patří I/49 (Zlín, Vizovice - Slovensko). Moravskoslezský kraj spojuje silnice Silnice I/58 a především silnice Silnice I/57, která spojuje přes Valašské Meziříčí a Vsetín sever a jih Valašska. Olomoucký kraj a Slovensko spojuje s Valašskem přes Valašské meziříčí a Rožnov pod Radhoštěm zase silnice I/35. Kroměříž a Hulín spojuje silnice první třídy I/47, která vede do jihomoravského kraje směr Vyškov.

#### Seznam silnic I. třídy ve Zlínském kraji
- : od Hranic – Valašské Meziříčí – Rožnov pod Radhoštěm – Horní Bečva rozc. Hlavatá – směr Bytča (SK)
- : odb. Kojetín – Kroměříž – Hulín (doprovodná silnice k D1)
- : Otrokovice – Zlín – Vizovice – Horní Lideč – Střelná – směr Púchov (SK)
- : od Slavkova u Brna – odb. Střílky – Uherské Hradiště – Uherský Brod – Starý Hrozenkov – směr Drietoma, Trenčín (SK)
- : od Veselí nad Moravou – Boršice u Blatnice – Strání – směr Nové Mesto nad Váhom (SK)
- : od Přerova – Břest  – Hulín – Otrokovice – Uherské Hradiště – Uherský Ostroh – směr Veselí n. M., Břeclav
- : Horní Bečva rozc. Hlavatá – směr Frýdek-Místek
- : od Nového Jičína – Valašské Meziříčí – Vsetín – Horní Lideč – Valašské Klobouky – Brumov-Bylnice – Vlárský průsmyk – směr Nemšová (SK)
- : Rožnov pod Radhoštěm – směr Frenštát pod Radhoštěm
- : Vizovice – Vsetín
- : Uherský Ostroh – směr Blatnice p. sv. Antonínkem, Myjava (SK)

### Silnice druhé třídy
Silnice druhé třídy ve Zlínském kraji doplňují a zahušťují síť silnic I. třídy, spojují regionální střediska s okresními městy a mezi sebou.

#### Seznam silnic II. třídy ve Zlínském kraji
- : (Přerov –) Bystřice pod Hostýnem – Kunovice (VS)  – Valašské Meziříčí
- : Kroměříž – Tlumačov
- : (Kyjov –) Osvětimany – Medlovice – Boršice –
- : Medlovice – Újezdec (– Bzenec)
- : Staré Město u Uh.H. – Polešovice (– Mor. Písek)
- : (Ivanovice na Hané –) Pačlavice – Morkovice-Slížany – Kroměříž
- : Koryčany – (Mouchnice)
- : (Kyjov –) Jestřabice – Koryčany – Střílky – Zdounky – Kroměříž; Hulín – Holešov
- : Morkovice-Slížany – Uhřice (– Němčice nad Hanou)
- : Kroměříž – Chropyně
- : – Chropyně – Kyselovice –
- : (Lipník nad Bečvou –) Blazice – Bystřice p.H. – Troják – Ratiboř –
- : Otrokovice – Holešov – Bystřice p.H. – Vítonice (– Teplice n.B.)
- : Kunovice (VS) – Kelč (– Teplice n.B.)
- : Prostřední Bečva – Hutisko-Solanec – Velké Karlovice
- : Ústí – Karolinka – Velké Karlovice – Makovský průsmyk
- : Fryšták – Lukov – Kašava – Troják
- : – Kostelec u Holešova – Holešov – Fryšták – Zlín – Bohuslavice u Zlína – Biskupice – Uherský Brod – Dolní Němčí
- : Lípa – Slušovice – (Lukov)
- : Zádveřice – Luhačovice – Biskupice
- : (Luhačovice) – Petrůvka – Slavičín
- : Slavičín – Vlachovice – Valašské Klobouky
- : (Moravský Písek) – Uherský Ostroh – Hluk – Uherský Brod – Bojkovice – Slavičín – Brumov-Bylnice
- : Luhačovice – Bojkovice – Komňa –
- : Uherské Hradiště – Bílovice – Bohuslavice u Zlína
- : Kunovice (UH) – Hluk – Dolní Němčí – Slavkov

## Železniční doprava

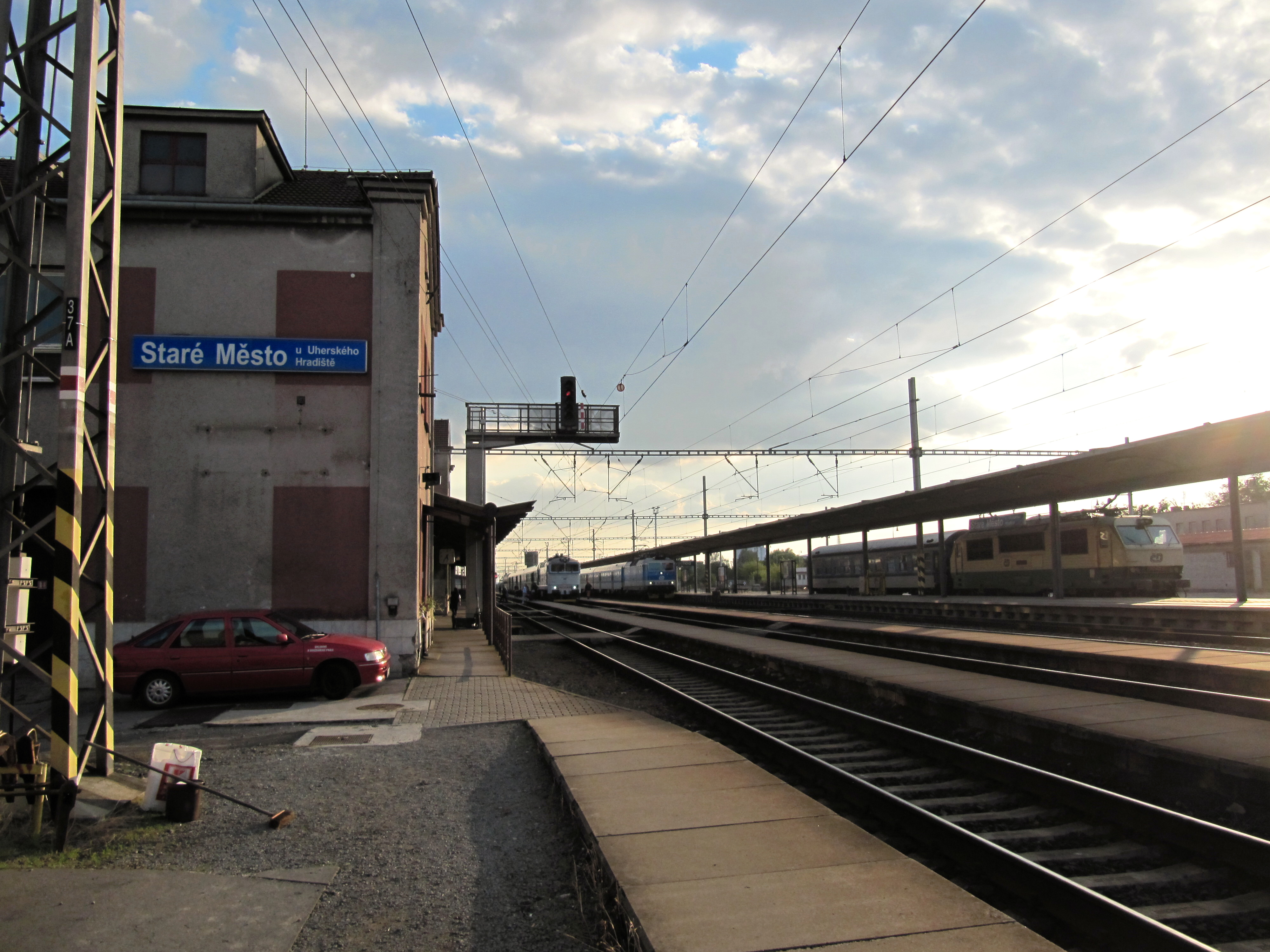
Nádraží Staré Město u Uherského hradiště a trať č. 330

Železniční síť ve Zlínském kraji je tvořena dvěma celostátními a několika regionálními tratěmi.

### Celostátní tratě
Mezi celostátní tratě patří železniční trať Hranice na Moravě – Púchov a železniční trať Přerov–Břeclav, která vede přes Staré Město u Uherského Hradiště a spojuje Varšavu s Bratislavou a Vídní.

#### Seznam celostátních tratí ve Zlínském kraji
- Trať č. 280 Hranice na Moravě-Střelná
- Trať č. 330 Přerov-Břeclav

### Regionální tratě

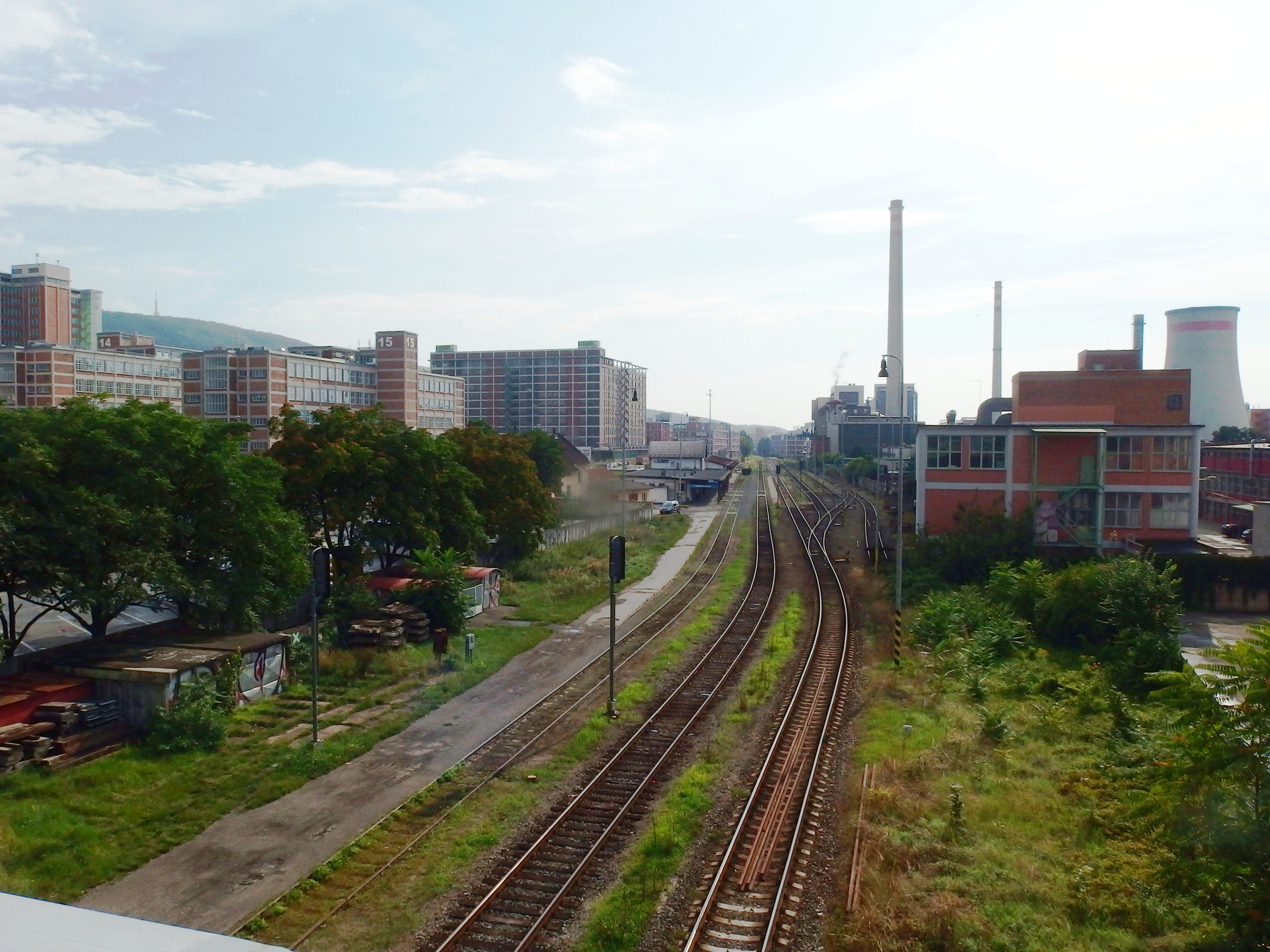
Trať č. 331 ve Zlíně

Na jihu kraje v okrese Uherské Hradiště se z regionálních tratí nachází trať č. 340, která spojuje jihomoravské Veselí nad Moravou s Uherským Ostrohem a s Uherským Hradištěm. Ze Starého města u Uherského Hradiště dále vede trať č. 341 Staré Město-Uherský Brod-Vlárský průsmyk s odpojením trati do Luhačovic. Do krajského města Zlín vede trať č. 331, která vede z Otrokovic. V okrese Kroměříž je regionální trať č. 305 Kroměříž – Zborovice. Z Kroměříže vede také trať č. 303 Kojetín-Valašské Meziříčí do okresu Vsetín, kde se také nachází trať č. 281 Valašské Meziříčí – Rožnov pod Radhoštěm.

#### Seznam regionálních tratí ve Zlínském kraji
- trať č. 281 Valašské Meziříčí – Rožnov pod Radhoštěm
- trať č. 303 Kojetín – Bezměrov – Hulín – Valašské Meziříčí
- trať č. 305 Kroměříž – Zborovice
- trať č. 331 Otrokovice – Zlín – Vizovice
- trať č. 340 Uherské Hradiště – Uherský Ostroh – Veselí nad Moravou
- trať č. 341 Staré Město u Uherského Hradiště – Uherský Brod – Bylnice – Vlárský průsmyk